# Agathotoma neglecta
Agathotoma neglecta is een slakkensoort uit de familie van de Mangeliidae. De wetenschappelijke naam van de soort is voor het eerst geldig gepubliceerd in 1852 door Adams C. B..